# Ustup Skalistyj
Ustup Skalistyj (englische Transkription von russisch Уступ Скалистый Ustup Skalisty, deutsch ‚Felsige Schulter‘) ist ein Gebirgskamm auf Gillock Island am östlichen Rand des Amery-Schelfeises. Er gehört zu den Nunataki Oblomki.
Russische Wissenschaftler benannten ihn.